# Gaëtan Dugas
Gaëtan Dugas (tiếng Pháp: [ɡaetɑ̃ dyɡa]; 20 tháng 2 năm 1953 – 30 tháng 3 năm 1984), một tiếp viên hàng không người Canada, là một bệnh nhân HIV khá sớm, từng được nhiều người coi là "Bệnh nhân số 0" hoặc là trường hợp chính thức mắc bệnh AIDS ở Mỹ. Trường hợp của ông sau đó được phát hiện chỉ là một trong số nhiều trường hợp bắt đầu từ những năm 1970, theo một nghiên cứu tháng 9 năm 2016 được công bố trên tạp chí Nature.
Vào tháng 3 năm 1984, một nghiên cứu của Trung tâm Kiểm soát và Phòng ngừa Dịch bệnh Mỹ (CDC) đã theo dõi các mối quan hệ và thói quen tình dục của những người đồng tính nam và lưỡng tính, đặc biệt là ở California và New York. Dugas được đặt mật danh là "Bệnh nhân O" (chữ "O", không phải số "0") để chỉ "Out-of-California" (Bên ngoài California). Nhiều người đọc báo cáo—kể cả một số người trong CDC—đã hiểu nhầm chữ "O" là số "0" (số không), dẫn đến nguồn gốc của thuật ngữ "Bệnh nhân số 0." Mức độ mà HIV/AIDS đã được biết đến vào đầu những năm 1980, cách nó lây lan hoặc khi Dugas được chẩn đoán vẫn còn là đề tài gây tranh cãi trong giới nghiên cứu.
Dugas làm tiếp viên cho hãng Air Canada và qua đời tại Thành phố Québec vào tháng 3 năm 1984 do suy thận biến chứng từ nhiễm trùng có liên quan đến AIDS.

## Giả thuyết "Bệnh nhân số 0"

Một bài báo khoa học năm 1984 đã liên kết 40 bệnh nhân AIDS bằng quan hệ tình dục. Trong số những bệnh nhân đó, Dugas là người đầu tiên trải qua các triệu chứng của AIDS. Trong biểu đồ trên, Dugas được đại diện bởi số 0. Bởi vì Dugas rất sẵn lòng giúp đỡ các nhà nghiên cứu, Michael Worobey kết luận rằng có thể có sự thiên kiến xác nhận trong nghiên cứu này.

Một nghiên cứu được công bố trên tạp chí The American Journal of Medicine (Tạp chí Y học Mỹ) năm 1984 đã tìm ra nhiều trường hợp nhiễm HIV đầu tiên cho một nam tiếp viên hàng không đồng tính vô danh bị nhiễm bệnh. Tuy nhiên, lúc ban đầu nhà nghiên cứu CDC, Tiến sĩ William Darrow, người đang nghiên cứu các trường hợp ở Los Angeles, California, gọi Dugas không phải là "bệnh nhân số 0", mà là "bệnh nhân O", chữ "O" là viết tắt của "Out-of-California".
Dugas xuất hiện trong cuốn sách năm 1987 của Randy Shilts nhan đề And the Band Played On: Politics, People, and the AIDS Epidemic (Và ban nhạc tấu khúc ca: Chính trị, con người và đại dịch AIDS), ghi lại sự bùng phát của đại dịch AIDS ở Mỹ. Shilts miêu tả Dugas có hành vi gần như mang tính xã hội học bằng cách bị cáo buộc cố ý lây nhiễm, hoặc ít nhất là gây nguy hiểm một cách liều lĩnh, những người khác với virus này. Dugas được mô tả là một vận động viên gợi tình đẹp trai, quyến rũ, theo ước tính của riêng ông, trung bình hàng trăm bạn tình mỗi năm. Ông tuyên bố đã có hơn 2.500 đối tác tình dục trên khắp Bắc Mỹ kể từ khi hoạt động tình dục diễn ra vào năm 1972. Trong cuốn sách năm 2016 của David France nhan đề How to Survive a Plague (Làm thế nào để sống sót sau một bệnh dịch), biên tập viên của Shilts đã bày tỏ sự hối tiếc vì đã "đưa ra quyết định có ý thức hòng phỉ báng Dugas trong cuốn sách và chiến dịch công khai để thúc đẩy doanh số."
Phân tích di truyền trong lịch sử đã cung cấp một số sự ủng hộ cho giả thuyết Bệnh nhân số 0, trong đó Dugas được cho là một phần của một nhóm những người đồng tính nam thường xuyên đi du lịch, cực kỳ hoạt động tình dục và chết vì AIDS ở giai đoạn ban đầu trong đại dịch này.

## Kiểm tra lại giả thuyết "Bệnh nhân số 0"
Kể từ đó, một số nhà chức trách đã lên tiếng bảo lưu về ý nghĩa của nghiên cứu Bệnh nhân số 0 của CDC và đặc điểm của Dugas là người chịu trách nhiệm đưa HIV đến các thành phố như Los Angeles và San Francisco. Trong nghiên cứu Bệnh nhân số 0, thời gian trung bình giữa quan hệ tình dục và khởi phát các triệu chứng là 10+1⁄2 tháng. Mặc dù cuốn sách của Shilts không đưa ra lời cáo buộc như vậy, nhưng tin đồn rằng Dugas là người phổ biến chính của virus đã trở nên phổ biến. Năm 1988, Andrew R. Moss đã công bố một quan điểm đối lập trong bán nguyệt san The New York Review of Books (Bình luận Sách New York).
Năm 2016, một nhóm các nhà nghiên cứu dưới sự chỉ đạo của nhà sinh vật học tiến hóa Tiến sĩ Michael Worobey đã tiến hành một nghiên cứu di truyền xem xét các mẫu máu lấy từ những người đồng tính nam và lưỡng tính vào năm 1978 và 1979 như một phần của nghiên cứu viêm gan B, và dựa trên kết quả của dữ liệu, kết luận rằng Dugas không phải là nguồn gốc của virus tại Mỹ. "Trên gia phả của virus, Dugas rơi vào khoảng giữa, không phải lúc đầu." "Niềm tin về Bệnh nhân số 0," Worobey kết luận, "không được sự trợ giúp bởi dữ liệu khoa học." Bài báo khoa học của Worobey, được xuất bản trên tạp chí Nature vào tháng 10 năm 2016, cho thấy "không phải bằng chứng sinh học cũng như lịch sử cho thấy anh ta là trường hợp chính tại Mỹ hoặc cho toàn bộ tiểu loại B nói chung."
Một nghiên cứu của nhà sử học Richard McKay ở Cambridge và những người khác đã xác định một số nguyên nhân cho huyền thoại Bệnh nhân số 0. Trong quá trình phân tích đầu tiên của CDC về các trường hợp ở California, bệnh nhân 057 (Dugas) được đặt biệt danh là bệnh nhân "O" có nghĩa là "Out-of-California", nhưng điều này được người khác hiểu là Bệnh nhân số 0.  Dugas đặc biệt hữu ích trong việc truy tìm mạng lưới đối tác của mình, cung cấp tên và địa chỉ cho nhiều người trong số họ, được mở rộng hơn nữa vì những người khác nhớ đến cái tên đặc biệt của anh ta. Mặc dù nhiều bệnh nhân được phân tích theo như báo cáo đã vượt quá 1000 đối tác tình dục, hầu hết đều nhớ "chỉ một số ít" tên gọi, khiến cho việc liên hệ của họ với các trường hợp khác trở nên khó theo dõi hơn.
Tiến sĩ Robert M. Grant, một nhà nghiên cứu về AIDS tại Đại học California, đã tuyên bố: "Không ai muốn trở thành Bệnh nhân số 0 của làng họ. Nhưng điều này có thể hữu ích vì nó nói, 'Chỉ vì bạn là người đầu tiên được chẩn đoán không có nghĩa là bạn khởi đầu đại dịch.'"
Hai bộ phim, bộ phim nhạc hài kịch năm 1993 của John Greyson mang tên Zero Patience (Bệnh nhân số 0) và phim tài liệu năm 2019 của Laurie Lynd mang tên Killing Patient Zero (Bệnh nhân số 0 Chết chóc), cũng đã làm sáng tỏ huyền thoại Bệnh nhân số 0 về Dugas.